# 阿里山台灣一葉蘭自然保留區
阿里山台灣一葉蘭自然保留區位於臺灣嘉義縣阿里山鄉，是依據《文化資產保存法》，為保存台灣一葉蘭野外族群及基因而設立的自然保留區。本區位於阿里山森林鐵路眠月線沿線，距阿里山車站約5公里。

## 外部連結
- 林務局自然保育網-台灣一葉蘭自然保留區 （页面存档备份，存于）
- 臺灣大百科全書-阿里山台灣一葉蘭自然保留區 （页面存档备份，存于）
- protectedplanet.net （页面存档备份，存于）（英文）